# Club de Futbol Esperança d'Andorra
Maillots
Actualités
Le CF Esperança d'Andorra est un club de football basé à Andorre-la-Vieille en Andorre.

## Histoire
Le club a été fondé en 2020.
Au cours de la saison 2022-2023, le club obtient la promotion en Premera Divisió pour la première fois de son histoire et réussit à se maintenir pendant l’exercice 2023-2024.

## Personnalités du club

### Entraîneurs
| Nom              | Période   |
| ---------------- | --------- |
| Richard Imbernón | 2023-2024 |
| Guille Gómez     | 2024-     |